# Бруенко, Пётр Николаевич
Пётр Николаевич Бруенко (9 декабря 1955) — советский биатлонист, двукратный чемпион СССР в эстафете (1979) и индивидуальной гонке (1982). Мастер спорта СССР международного класса.

## Биография
Представлял спортивное общество «Зенит», затем — «Авангард». Выступал за город Киев.
В 1979 году стал чемпионом СССР в эстафете в составе сборной общества «Зенит». На чемпионате страны 1982 года, проходившем в рамках V зимней Спартакиады народов СССР, одержал победу в индивидуальной гонке и стал вторым в эстафете в составе сборной Украинской ССР.
После окончания спортивной карьеры живёт в Сумах. Принимает участие в соревнованиях ветеранов. В 2008 году награждён премией «Золотая десятка украинского биатлона», приуроченной к 45-летию биатлона на Украине.